# Marcin Czyżniewski
Marcin Olaf Czyżniewski (ur. 13 sierpnia 1973 roku w Toruniu) – przewodniczący Rady Miasta Torunia, historyk, pracownik naukowy, satyryk, aktor, dziennikarz radiowy, rzecznik prasowy
Ukończył Liceum Plastyczne w Bydgoszczy. Po maturze rozpoczął studia z historii sztuki na Uniwersytecie Poznańskim. Następnie przeniósł się do Wyższej Szkoły Pedagogicznej w Bydgoszczy na Wydział Historii. Trzy ostatnie lata historii dokończył na Uniwersytecie Mikołaja Kopernika w Toruniu. W roku 2003 obronił pracę doktorską w Zakładzie Historii Powszechnej i Polski po 1945 roku, zatytułowaną Propaganda polityczna władzy ludowej w Polsce 1944-1956. Promotorem był Ryszard Józef Kozłowski. Stopień doktora habilitowanego uzyskał w 2013 roku na podstawie rozprawy Idee w polityce Václava Klausa. Prowadzi zajęcia ze studentami Stosunków Międzynarodowych oraz Dziennikarstwa i Komunikacji Społecznej na UMK. Jest autorem prac dotyczących m.in. obrazu Związku Radzieckiego i Stalina w propagandzie, wykorzystania radiofonii i organizacji młodzieżowych jako narzędzia propagandy i propagandowych prób złamania oporu społecznego na wsi. W 2003 roku ukazała się jego książka Propaganda polityczna władzy ludowej w Polsce 1944–1956. 
W okresie studiów w Bydgoszczy oraz w Toruniu współpracował z takimi rozgłośniami radiowymi, jak Polskie Radio Pomorza i Kujaw oraz Radio Toruń.
Jest współtwórcą toruńskiej grupy satyrycznej Kompania M3, której mottem jest hasło "Nie śpij - śmiej się". M3 to grupa od kilku lat realizująca programy radiowe, happeningi satyryczne, akcje uliczne oraz rozwijająca swą działalność w Internecie. Wraz z Kompanią M3 Marcin Czyżniewski brał udział w realizacji filmu 1409. Afera na zamku Bartenstein. Jako członek ekipy filmowej był współscenarzystą, współproducentem oraz członkiem obsady aktorskiej. Zobaczyć go także można w krótkich komediach Kompanii M3, opartych na własnych scenariuszach m.in. Szpionie i Pornolu.
W latach 2002–2007 był rzecznikiem prasowym prezydenta Torunia, Michała Zaleskiego. Od roku 2007 rzecznik Uniwersytetu Mikołaja Kopernika w Toruniu.
Od 2014 radny oraz przewodniczący Rady Miasta Torunia. Wybrany z okręgu nr 3: Starówka, Chełmińskie, Wrzosy. Kandydował z listy KWW Michała Zaleskiego "Czas Gospodarzy". Zdobył 1007 głosów.

## Publikacje
- Propaganda polityczna władzy ludowej w Polsce 1944 - 1956  (2005, Wydawnictwo Naukowe Grado, ISBN 83-89588-28-5)
- Prezydencja Republiki Czeskiej w Radzie Unii Europejskiej. studium prawno-politologiczne (2011, wraz z Katarzyną Witkowską-Chrzczonowicz, ISBN 978-83-7666-077-6)
- Idee w polityce Václava Klausa (2012, ISBN 978-83-231-2995-0)